# Ordre du Mérite agricole
Pour les articles homonymes, voir Ordre du mérite agricole (distinction).
L'ordre du Mérite agricole est un ordre honorifique français institué le 7 juillet 1883 par le ministre de l'Agriculture, Jules Méline, pour récompenser les services rendus à l'agriculture.

## Historique
L'ordre du mérite agricole met en place un système de distinction honorifique inexistant auparavant. Alors que la Troisième République s'enracinait, le ministre de l'Agriculture Jules Méline décida de créer une forme de Légion d'honneur agricole dans une France encore très rurale. Proposé par la Société nationale d’encouragement à l’agriculture (SNEA) en 1881, il est institué par décret du 7 juillet 1883.
Cet ordre ne comportait alors qu'un seul grade, celui de chevalier. La première promotion fut publiée dix jours plus tard, le 17 juillet 1883. Méline, comme il le précisait dans son rapport au président de la République, voulait rendre à « l'agriculture le rang auquel elle avait droit de prétendre » et estimait, à juste titre, « que la part qui lui était réservée dans la répartition des grades de la Légion d'honneur était infime, et ne récompensait qu'une partie dérisoire des mérites qui se manifestaient chaque année ».
Cette création suscita des réactions contradictoires. Les élus monarchistes, craignant que cette décoration renforce l'emprise de la république sur le monde rural, ironisa et surnomma la décoration « le poireau ». Quant aux républicains, à l'inverse, ils ne résistèrent pas à la tentation clientéliste d'une distribution parfois trop large, les ministres prêtant une oreille souvent trop complaisante aux sollicitations grandissantes des parlementaires.
Méline essaya de protéger tout au long de sa carrière « son » ordre, dont le succès fut rapide et réel. Par décret du 18 juillet 1887 à l'initiative de Paul Barbe, ministre de l'Agriculture, un second grade fut créé, celui d'officier. Puis en 1900, cette fois-ci à l'initiative de Jean Dupuy, ministre de l'Agriculture, fut créé le grade de commandeur. La Légion d'honneur était la seule (en dehors des ordres étrangers ou coloniaux) à posséder ce grade à l'époque et le Mérite agricole posséda donc ce haut grade avant les Palmes académiques (1955) et les deux autres ordres ministériels (Mérite Maritime, Arts et Lettres) toujours en vigueur, qui en disposaient dès leur création (respectivement en 1930 et 1957).
Le décret du 30 juillet 1913 regroupa dans un texte de synthèse toutes les dispositions relatives à cet ordre qui fut donc, après la Légion d'honneur, le premier ordre français doté d'une structure organique.
« Malheureusement, l'inflation persista pour les mêmes raisons que celles dont souffraient les Palmes académiques. Accentuée encore après la Seconde Guerre mondiale, elle amena le ministère de l'Agriculture à reprendre entièrement les textes de l'Ordre. Ce travail donna naissance au décret du 15 juin 1959, signé du Premier ministre Michel Debré ». Il recense les dispositions peu ou prou toujours en vigueur de l'Ordre.
En 1964, l'entrée en vigueur de l'ordre national du Mérite, voulu par le général de Gaulle, se traduisit par la suppression des ordres de la France d'Outre-Mer et de la plupart des ordres ministériels (dont les insignes peuvent continuer à être portés, mais ne plus être attribués). Seuls furent conservés, dans l'ordre de préséance : les Palmes académiques, le Mérite agricole, le Mérite maritime et les Arts et les Lettres.
Cette remise en ordre et rationalisation des ordres ministériels « contribua à relever ou à consolider le prestige des quatre survivants » (Claude Ducourtial).

## Conseil de l'ordre
L'ordre est régi par un conseil. Ses missions sont de contrôler ou de modifier le règlement et statuts de l'ordre, de donner son avis sur les propositions de nominations, de promotions, de radiations et de suspensions.
Ce conseil est présidé par le ministre de l'agriculture et est composé d'un membre du conseil de l'ordre de la Légion d'honneur, le directeur du cabinet du ministre de l'Agriculture, quatre directeurs généraux ou directeurs du ministère de l'Agriculture, huit personnes notables dans le monde agricole ayant le grade de commandeur. Depuis 2013, le vice-président du Conseil général de l'alimentation, de l'agriculture et des espaces ruraux et le secrétaire général du ministère de l'agriculture sont également membres du conseil. Le chef du bureau du cabinet du ministre de l'Agriculture assure le secrétariat du conseil de l'ordre.

## Grades
L'ordre comprend les grades de chevalier (environ vingt-trois mille personnes actuellement), d'officier (cinq mille) et de commandeur (quatre cents).

## Prise de rang dans l'ordre
La prise de rang (nomination ou promotion effective) dans l'ordre du Mérite agricole intervient dès la signature de l'arrêté par le ou la ministre de l'Agriculture, contrairement aux deux ordres nationaux de la Légion d'honneur et du Mérite, pour lesquels celle-ci n'a lieu que le jour de la remise des insignes.

## Contingents
Le décret no 2019-35 du 21 janvier 2019 fixe le nombre total d'insignes attribués annuellement à 1 530, réduisant de 50 % le nombre de décorations précédemment arrêté par le décret no 2013-555 du 26 juin 2013, soit :
- 1 200 chevaliers
- 300 officiers
- 30 commandeurs

Les insignes décernés aux ressortissants étrangers le sont hors contingents.
Les membres du conseil de l'ordre sont de droit commandeurs.
Il existe une Association des membres de l'ordre du Mérite agricole (AMOMA) créée en 1992 dont le siège est au ministère de l'Agriculture ; des sections départementales couvrent l'ensemble du territoire national.

## Conditions d'attribution
Les conditions d’attribution, définies par le décret no 59-729 du 15 juin 1959, énoncent que « cet ordre est destiné à récompenser les femmes et les hommes ayant rendu des services marquants à l'agriculture. »
Pour être admis dans l'ordre, il faut jouir de ses droits civils, et justifier de dix ans de services réels rendus à l'agriculture :
- soit dans les activités mentionnées à l'article L.311-1 du code rural et de la pêche maritime ou dans les services, industries et autres activités qui s'y rattachent, notamment de la filière agroalimentaire, la gastronomie, ou la filière forêt-bois ;
- soit dans des fonctions publiques ;
- soit par des travaux scientifiques, des publications agricoles, ou toute activité mettant en valeur le monde agricole.

Les nominations et promotions ont lieu chaque année en janvier et en juillet.
Pour être promu officier, il faut justifier de cinq ans au moins dans le grade de chevalier, et de cinq ans au moins dans le grade d'officier pour être promu commandeur.
Il peut toutefois, être dérogé aux conditions d'âge et d'ancienneté de services en faveur des candidats qui justifient de titres exceptionnels.
Les commandeurs et officiers de la Légion d'honneur peuvent être promus directement au même grade dans l'ordre du Mérite agricole.

## Insigne
L'insigne représente une étoile émaillée de blanc appendue à un ruban dont la plus grande partie est verte, ce qui lui vaut le surnom de poireau. L'expression « avoir le poireau » se rapporte à la couleur du ruban.
Ces décorations officielles sont gravées et frappées notamment par la Monnaie de Paris.
| Période    | Chevalier | Officier | Commandeur |
| ---------- | --------- | -------- | ---------- |
|            |           |          |            |
| Avant 1999 |           |          |            |
| Après 1999 |           |          |            |

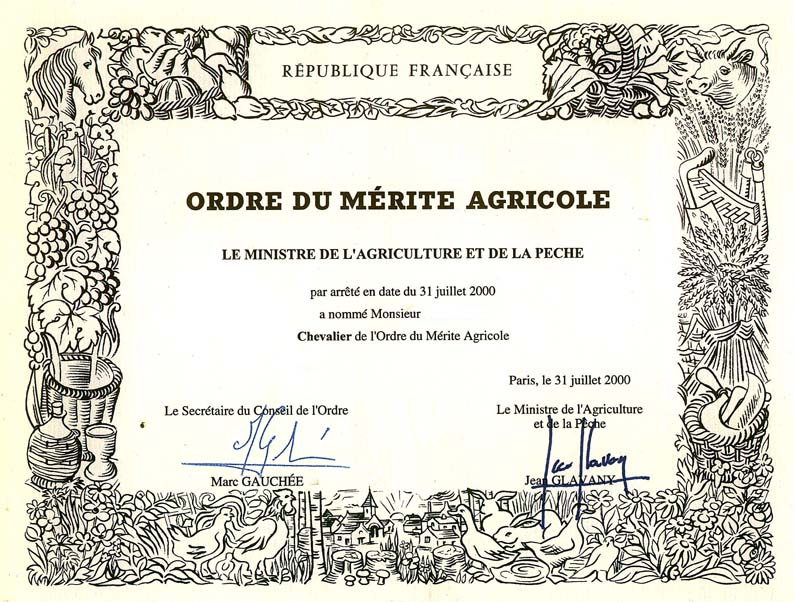
Diplôme du Mérite agricole (en 2000).
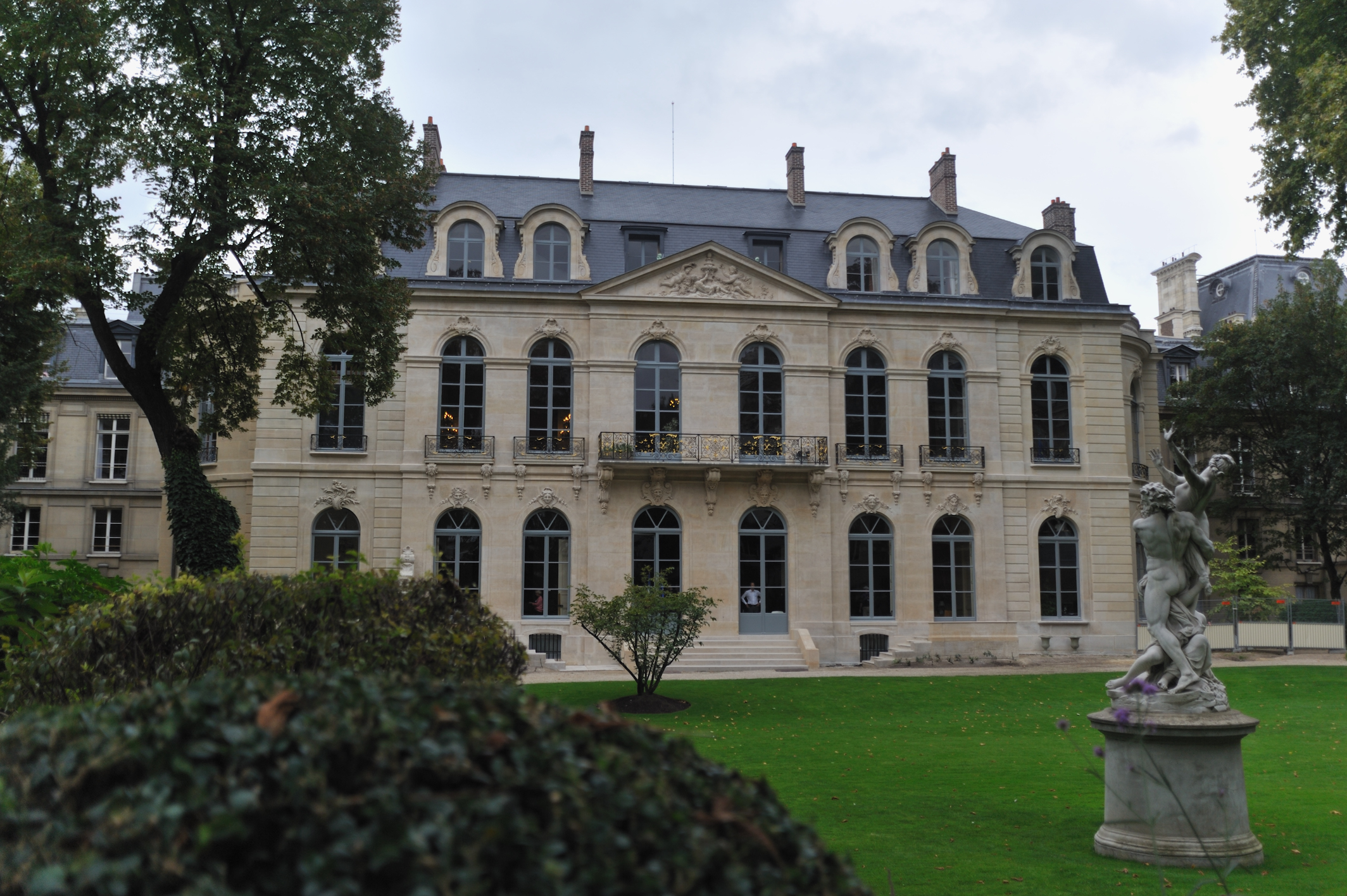
Le ministère de l'Agriculture à Paris, en 2011.

## Personnalités décorées
Parmi les récipiendaires, il faut noter des chercheurs comme :
- Louis Pasteur ;
- Roland Cayrol ;
- Gustave Cordon ;
- Michel Boulangé ;
- Philippe Thomas ;
- Jean-Didier Vincent ;
- Cora Millet-Robinet, première femme nommée  Chevalier de l'Ordre du Mérite agricole, innovatrice (Inventeuse), productrice de soie, auteur ;
- Jean Viard ;
- Kilien Stengel ;
- Claude Bourguignon ;
- Victor-Justin Detroye

ou des personnalités comme : 
- Paul Bocuse
- Jean Carmet
- Jean-Pierre Coffe
- Catherine Deneuve
- Karine Le Marchand
- Isabelle Mergault
- Paul Morand
- Roger Peyrefitte
- Bernard Pivot
- Jean Rochefort
- Michel Rodde

ou encore des personnalités politiques et religieuses comme :
- Jules Méline, ministre de l'agriculture, n° 1 dans cet ordre ;
- Paul Cunisset-Carnot, homme de justice, homme politique, écrivain et militaire ;
- François Darlan, amiral ;
- Louis Pradel, maire de Lyon ;
- Bernard-Nicolas Aubertin, archevêque de Tours, précédemment évêque de Chartres, qui relança la culture de la vigne et la commercialisation du vin de l'abbaye de Lérins lorsqu'il en fut abbé de 1989 à 1998;
- Jean-Philippe Douin, général d'armée aérienne, chef d'état-major des armées;
- Louis Wetzel (1921-2011), conseiller commercial de France, directeur régional du commerce extérieur en Rhône-Alpes (1983/1987), ancien Vice-président de ERAï (Entreprise Rhône-Alpes International 1987-1988). [Chevalier avril 1961, Officier février 1972].

Parmi les personnalités étrangères :
- Charles III a été promu au grade de commandeur de l'ordre du Mérite agricole le 16 mars 2017 pour récompenser son « rôle de pionnier de la promotion de l’agro-écologie, et pour son grand intérêt porté sur la question des sols pour la sécurité alimentaire et le climat »[8].
- Robert Willard Hodgson, botaniste et agronome américain.
- Roger Yves Bost , cavalier de saut d'obstacles champion d'Europe en 2013 à Herning en individuel et champion olympique à Rio en 2016 par équipe avec Sydney une Prince
- Lucien Gruss, artiste équestre issu du monde du cirque. Décoré dans le cadre de son travail au sein du haras national d’Uzès, dans le Gard